# Utan känd hemvist
Utan känd hemvist är en term som används inom den svenska folkbokföringen.
Svenska myndigheter har regelbundet kontakt med svenskar och andra personer som vistas i Sverige. En persons hemvist är den fastighet där personen är folkbokförd och ska i normalfallet vara den fastighet där personen regelbundet tillbringar sin dygnsvila. Att rätt hemvist finns angiven i folkbokföringsregistret har stor betydelse för att myndigheter och privatpersoner ska kunna kontakta en person. Pliktverket, Transportstyrelsen, Kronofogdemyndigheten, Försäkringskassan och Polisen underrättar Skatteverket om uppgifter som tyder på att en person har en annan adress än den som framgår ur folkbokföringen. Även postreturer av skattsedlar, röstkort m.m. och uppgifter från allmänheten föranleder kontroll av folkbokföringen. När en fråga uppkommer om en person verkligen är folkbokförd med rätt hemvist kan Skatteverket inleda en utredning. En utredning om hemvist (bosättningskontroll) slutar vanligtvis med att det klarläggs var personen faktiskt är bosatt och en korrekt folkbokföring kan sedan ske.
I de fall Skatteverket trots olika åtgärder inte kan klarlägga var en person är bosatt kan personen folkbokföras utan känd hemvist. Om det är känt att personen vistas i Sverige utan fast adress kan personen istället folkbokföras som "på kommunen skriven” Har en person varit folkbokförd utan känd hemvist oavbrutet under minst två år kan personen, om det inte finns skäl som talar emot det, avregistreras från folkbokföringen som Försvunnen .En person som registrerats som försvunnen måste göra en anmälan till Skatteverket för att åter kunna tas med i folkbokföringsregistret.
Om folkbokföringen sker ensidigt från Skatteverkets sida, utan personens medverkan, kallas det tredskoskrivning. När en person folkbokförts under rubriken utan känd hemvist, som försvunnen och även som på kommunen skriven handlar det i stort sett alltid om tredskoskrivning, eftersom personen själv inte gjort en anmälan eller medverkat till detta.

## Orsaker
Exempel på skäl till att en persons verkliga hemvist inte kan anges i folkbokföringsregistret:
- Personen har flyttat inom Sverige utan att göra en flyttningsanmälan och ingen vet eller vill uppge vart personen har flyttat.
- Personen vistas utomlands utan att ha anmält flyttningen och gjort det känt för folkbokföringsmyndigheten.
- Personen har skyddad identitet och samtlig post levereras till den senaste folkbokföringsorten särskilt utsedda kontor.
- Personen har avlidit, till exempel genom en olycka eller självmord, utan att kroppen återfunnits och utan att omständigheterna är kända.
- Personen har mördats och kroppen dolts utan att ännu ha återfunnits.